# Wilbrand van Oldenburg
Wilbrand van Oldenburg (vóór 1180 - Zwolle, 26 juli 1233) was bisschop van Paderborn en van Utrecht.

## Familie
Zijn vader was graaf Hendrik II van Oldenburg-Wildeshausen, zijn moeder Beatrix van Hallermund, dochter van Wilbrand I van Loccum-Hallermund. Zijn oom Gerhard van Oldenburg was bisschop van Osnabrück van 1192 tot 1216 en vervolgens aartsbisschop van Bremen van 1216 tot 1219. Hij was bovendien verwant aan de graven van Holland en Gelre.
Wilbrands oudere broers Burchard en Hendrik III van Oldenburg kwamen om in de kruistocht tegen de Stedingers. Zijn broer Engelmar was proost te Munster.

## Leven
In 1211-1212 ondernam Wilbrand von Oldenburg als domkanunnik van Hildesheim in opdracht van keizer Otto IV een reis naar het Heilig Land om de Vijfde Kruistocht voor te bereiden. Hij heeft daarover in zijn geschrift Itinerarium terrae sanctae verslag gedaan. Hij werd onder meer begeleid door de hoogmeester van de Duitse Orde, Herman van Salza.
Wilbrand werd vervolgens domproost in Hildesheim, domproost in Utrecht en proost van Sankt Nicolai in Maagdenburg. Als gezant van keizer Frederik II vertoefde hij in de volgende jaren echter vooral in Italië.
In 1225 werd Wilbrand tot bisschop van Paderborn gewijd, waar hij met succes de opstandige adel bestreed. In 1226 werd hij bovendien tijdelijk belast met het bestuur van de bisdommen Münster en Osnabrück, nadat daar de bisschoppen waren afgezet vanwege hun medeplichtigheid aan de moord op aartsbisschop Engelbert van Keulen.
In 1227 werd Wilbrand door paus Gregorius IX vanwege zijn militaire ervaring overgeplaatst naar Utrecht als opvolger van bisschop Otto van Lippe, die gesneuveld was in de slag bij Ane. Zijn opdracht was om orde op zaken te stellen in het opstandige Oversticht.
Na een mislukte poging om Coevorden onder controle te krijgen met steun van de Friezen in de Fries-Drentse oorlog, versloeg Wilbrand de Drenten bij Peize. De Drentse aanvoerder Rudolf II van Coevorden werd door Wilbrand uitgenodigd tot onderhandelingen op kasteel Hardenberg. Daar werd Rudolf echter gevangengenomen en door middel van radbraking vermoord. Zijn lichaam werd vervolgens op een spies tentoongesteld aan het volk. Dit kasteel had Wilbrand zelf laten bouwen om als sterke bescherming te dienen tegen de Drenthen, in plaats van het kwetsbare stadje Nijenstede.
In 1230 verleende de bisschop stadsrechten aan Zwolle als dank voor de hulp bij de versterking van kasteel Hardenberg. Wilbrand werd in de Sint-Servaasabdij in Utrecht begraven.